# Topolino, el último héroe
Topolino, el último héroe es una serie de historietas creada por el autor español Alfons Figueras en 1968 para la revista Bravo

## Trayectoria editorial
Topolino, el último héroe apareció durante los años 60 y 70 en otras revistas humorísticas de la Editorial Bruguera como Gran Pulgarcito (1969), Mortadelo y Super Mortadelo (1972).También apareció en las revistas Mortadelo y Mortadelo Extra cuando Ediciones B adquirió el fondo editorial de Bruguera.
Una edición antológica de las historietas del personaje apareció en 2006 en la editorial Astiberri. 

## Argumento y personajes
- Topolino: Personaje bajito y regordete, con gafas y pequeño bigote; vestido con chaleco, levita, pajarita y sombrero negro.

- Colodión: Alto, de cara bobalicona; aparentemente estúpido, pero a menudo su ingenio resuelve situaciones difíciles. El personaje aparece en otra serie de Figueras, Aspirino y Colodión.

- El sargento Adolfo: Gendarme cuya misión es mantener el orden, continuamente desbordado por Topolino y Colodión.

- El doctor Si (apócope de Siniestro): Alto, atlético, con bigote, ataviado con una especie de traje de superhéroe con amplia capa. Su ambición es dominar el mundo, para lo que idea varios artilugios que son indefectiblemente desbaratados por Topolino.

- Khun-Zivan

## Estilo
El humor de Topolino, el último héroe  resulta bastante inusual para los estándares de Bruguera, ya que se basa sobre todo en la parodia, el absurdo y la pantomima. Una de las indudables influencias de Figueras, en esta serie y en otras, como Aspirino y Colodión, es el clásico de George Herriman Krazy Kat.